# カメハメハ2世
カメハメハ2世（ハワイ語: Kamehameha II, 1797年11月 - 1824年7月14日）は、ハワイ王国第2代国王（在位: 1819年5月20日 - 1824年7月14日）。
先代のカメハメハ1世（カメハメハ大王）とその第一王妃との間に生まれ、5歳の時から跡継ぎとして教育された。1819年5月に父カメハメハ1世が死去し国王の座に就いたが、行政は父の寵愛を受けた継母で摂政のカアフマヌと首相の手に握られ、実質的な権力はほとんど持たなかったといわれる。
カアフマヌはカメハメハ1世の死後すぐに、カメハメハ2世の名においてハワイにあったカプと呼ばれる多くの伝統的タブーを廃止した。これは当時絶大な力を持っていたカフナ（神官）たちの権威を失墜させることで、父ほどのカリスマ性を持たないリホリホの王位と王政を維持しようという戦略であったとも言われている。
またキリスト教宣教師が初めてハワイに上陸したのもこの王の治世下であった。宣教師の到来とともに、布教上の必要もあって英語のアルファベットによる文字教育が始められた。このことによってハワイの教育水準は上がったが、それまでの口承文化が衰え、複雑な母音や子音がアルファベットに合わせて統合簡略化されたため、古来から伝わるハワイ語の正しい発音が永遠に失われることにもなった。
1823年11月、カメハメハ2世と王妃はイギリス遊覧のため6名の近臣らとともにイギリス捕鯨船ライグル号に同乗、翌年5月21日ポーツマスへと渡った。上陸後、名勝古跡を訪ね歩く二週間のあいだに一行全員が免疫を持っていなかった麻疹病に罹患し、先に王妃が斃れ、次いでカメハメハ2世も看護のため運び込まれたウィンザー皇宮にて客死した（1824年7月14日）。のちに予定されていたジョージ4世との会見は果たせなかったが、ハワイから携えてきたキャプテン・クックの遺骨の残部は、彼ジェームズ・クックの寡婦におくったとされる。
王位は、弟カウイエカウリがカメハメハ3世となって跡を継いだ。
| カメハメハ2世 カメハメハ朝 1797年11月 - 1824年7月14日 |                                                 |                    |
| 爵位・家督                                            |                                                 |                    |
| 先代 カメハメハ1世                                    | ハワイ国王 第2代：1819年5月20日 – 1824年7月14日 | 次代 カメハメハ3世 |